# Zwierzyn, Tỉnh West Pomeranian
Zwierzyn [ˈzvjɛʐɨn] (trước đây Đức Schwerinsfeld) là một ngôi làng ở quận hành chính của Gmina Choszczno, trong Choszczno County, Zachodniopomorskie, ở tây bắc Ba Lan. Nó nằm khoảng 8 kilômét (5 mi) phía nam Choszczno và 65 km (40 mi) về phía đông nam của thủ đô khu vực Szczecin.
Trước năm 1945, khu vực này là một phần của Đức. Đối với lịch sử của khu vực, xem Lịch sử của Pomerania.